# Tridente

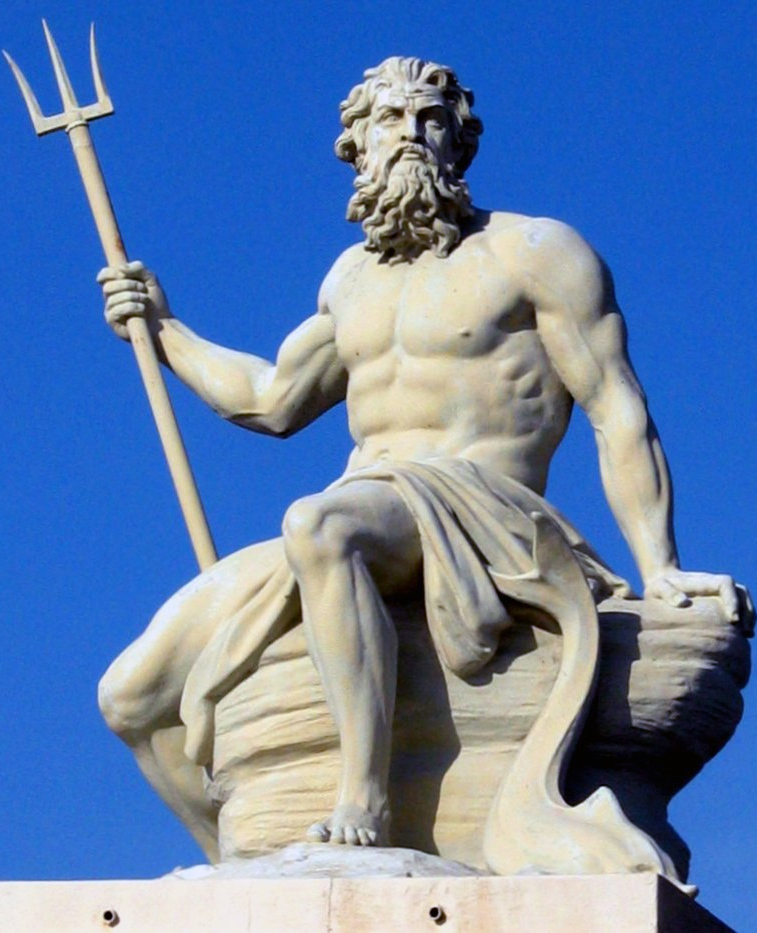
Estátua de Posídon, em que vê-se um tridente em sua mão.

Um tridente, garfo ou forcado é uma arma branca antiga que se assemelha a uma lança, com 3 (três) pontas que acabam por enfraquecer o poder penetrante da lança (quando não há a armadura), sendo aperfeiçoado para uso nas legiões romanas (durante o domínio romano da Grécia), com a transformação do terminal do cabo ou empunhadura numa lâmina ou agulha penetrante, semelhante à lança de arremesso (imprópria para a cavalaria).

## Etimologia
A palavra "tridente" vem da palavra "trident" Língua francesa, que, por sua vez, vem da palavra latina "tridens" ou "tridentis": Tri "três" e dentes. Sânscrito trishula é composto de tri त्रि "3"+ ṣūla शूल "espinho".
O equivalente grego é τρίαινα (tríena), da protogrega trianja (três vezes).

## Uso militar
Essa arma branca antiga era também muito usada na guerra, pela infantaria (a cavalaria não costumava usá-la) tanto na versão grega como na versão legionária romana, como também nos circos ou arenas romanas pelos gladiadores; juntamente com a sua lança (de arremesso) e o gládio; eram usadas também conjuntamente com as redes, escudos, maças de arremesso (conjunto de três cordas que partiam de um centro que as unia, com três esferas de pontas de metal nas extremidades), esses tinham como objetivo paralisar ou distrair a atenção do inimigo no combate, para espetá-lo com o tridente em pontos vitais, porém essa arma branca antiga não costumava matar, apenas imobilizava o oponente; para então, varar, atravessando a armadura, pois o gládio era a única arma que realmente trespassava a armadura de bronze naquele tempo.

## Mitologias

Bandeira de Barbados.

Por vezes remetendo diretamente ao cetro mitológico de Netuno, o senhor dos mares de acordo com a mitologia romana (equivalente ao deus Poseidão, na grega), senhor guardião e protetor dos mares e súdito e paralisador de ânimo dos inimigos de Zeus ou Júpiter.
Além de Netuno, pode caracterizar ainda outros personagens mitológicos como os tritões, e entidades bíblicas como o próprio diabo ou demônios inferiores, que provocavam a desestabilização no olimpo, e admoestações de inimigos.

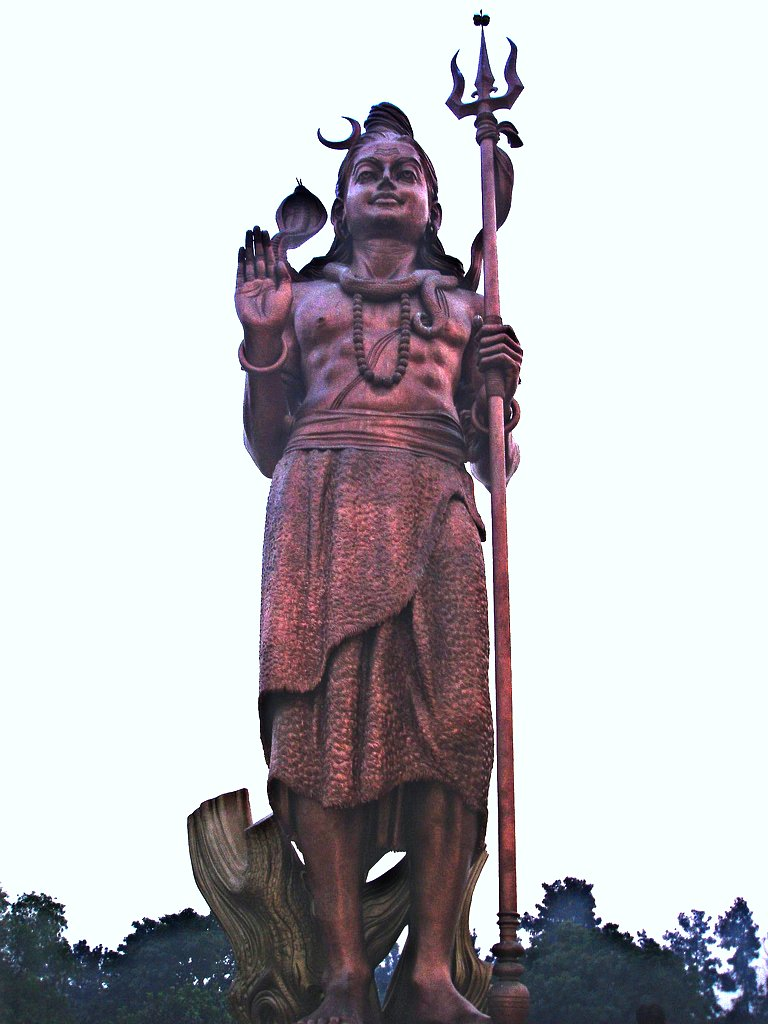
Uma estátua do deus Hindu Shiva, segurando um trishula, perto do Aeroporto Internacional Indira Gandhi, Delhi.
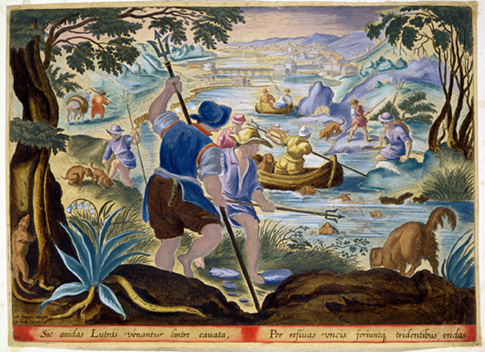
Pescadores holandeses que usam tridentes no século XVII.
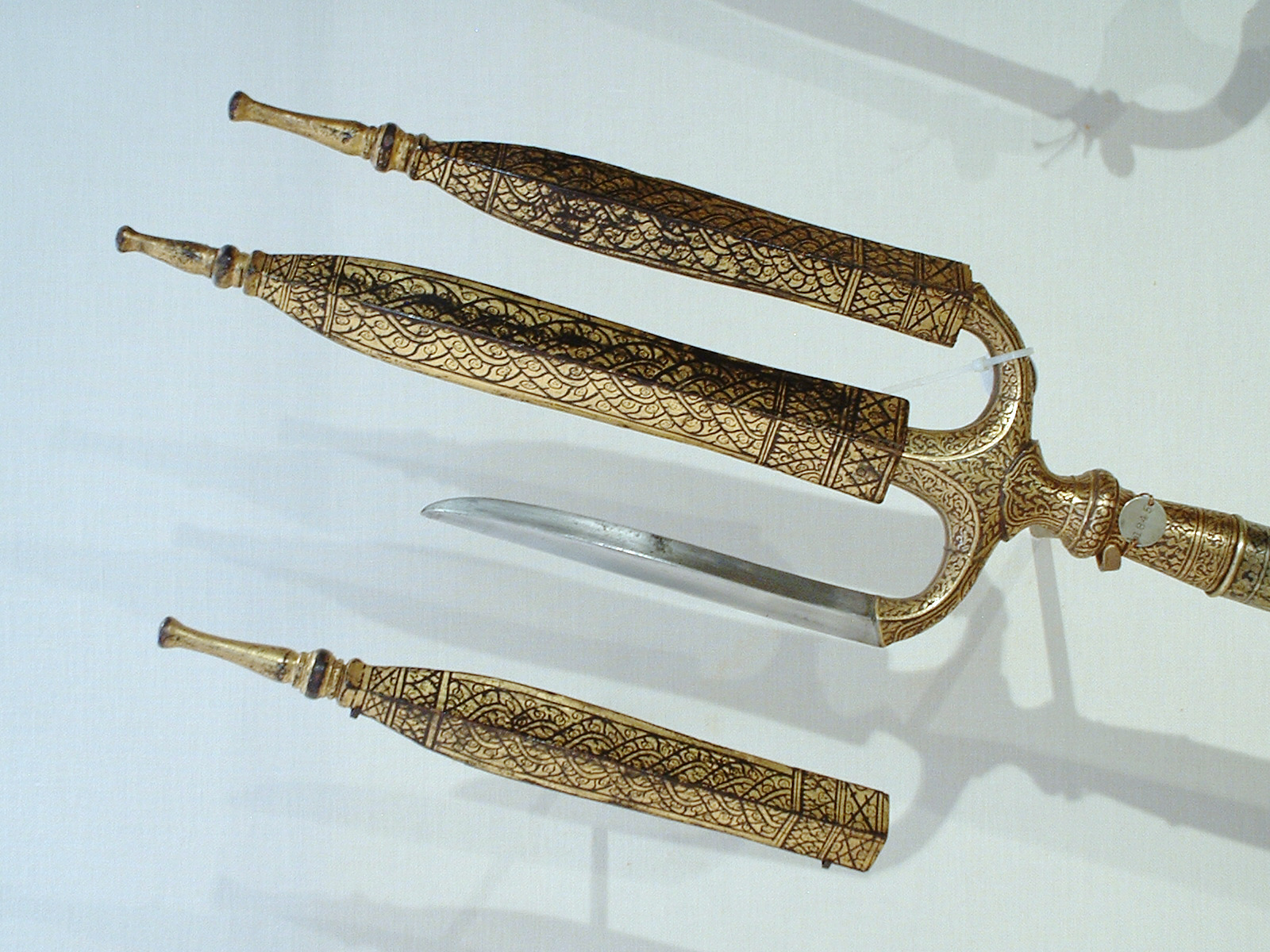
Tridente, Burmese, século XVIII.
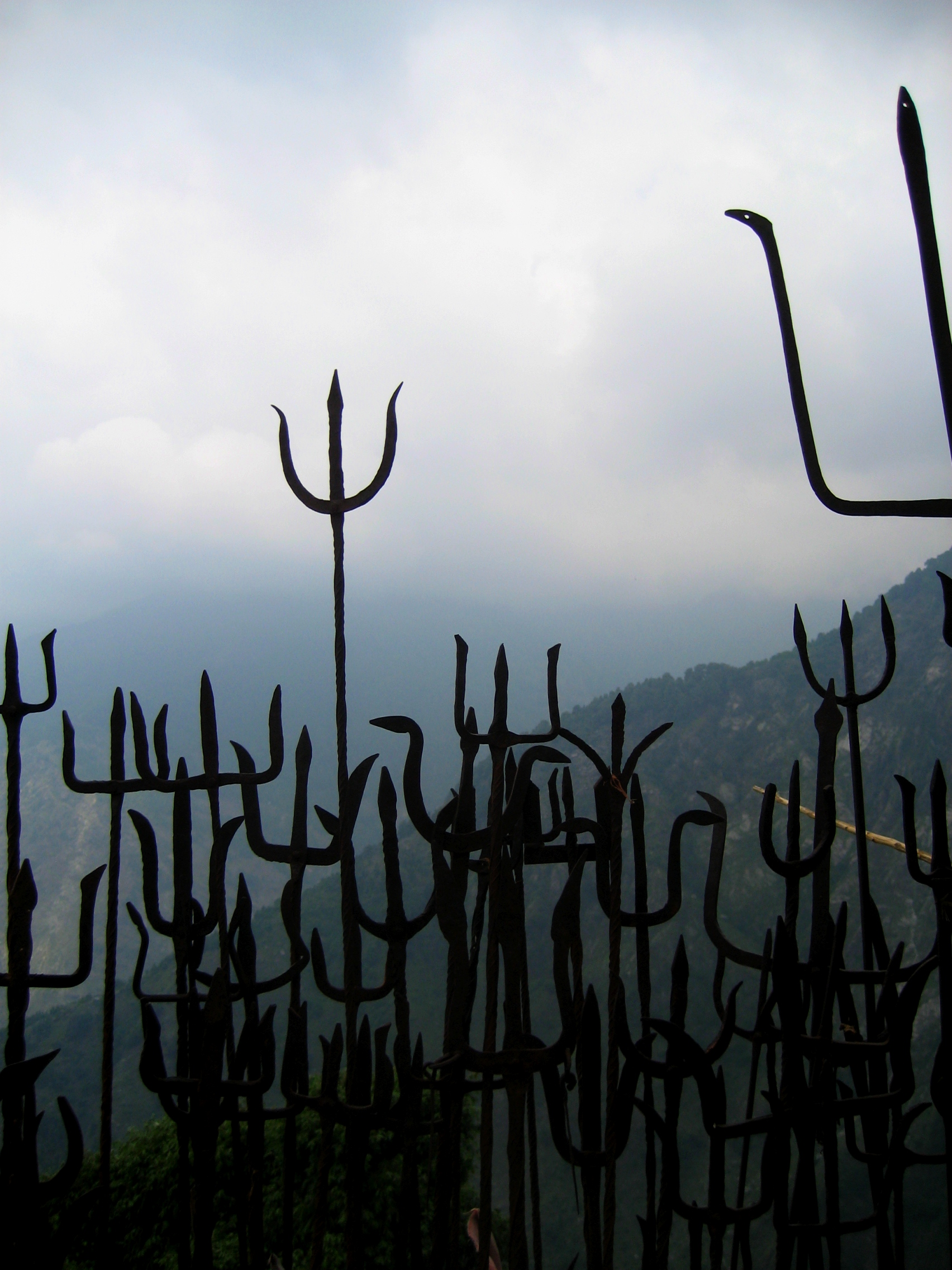
Tridentes (Trishula) trouxeram como ofertas para Guna Devi, perto de Dharamsala, Himachal Pradesh, Índia.

## Nomenclatura botânica
Uma série de estruturas no mundo biológico são descritas como "tridente" na aparência. Desde pelo menos o final do século XIX, a forma do tridente foi aplicada a certas formas botânicas; Por exemplo, uma certa flora de orquídeas foi descrita como tendo lábios com pontas de tridente nos primeiros trabalhos botânico. Além disso, na literatura botânica atual, certas brácteas afirmam ter uma forma de tridente (e.g. Douglas-fir).